# Uniforme escolar venezolano
El Uniforme escolar venezolano es la modalidad del uniforme escolar implementado en Venezuela por el Ministerio del Poder Popular para la Educación (MPPE) de dicho país a finales del siglo XX como parte de la promulgación de una nueva ley orgánica de Educación aún en vigencia en la actualidad. El uniforme escolar de Venezuela posee cuatro variantes y era de uso obligatorio para todo el sistema público y privado de educación, hasta el 2015 que en Gaceta Nacional número 40.739, publica la aprobación de la Resolución 075 del Ministerio de Educación, eliminando dicha obligatoriedad.

## Historia
El uniforme escolar de Venezuela fue aprobado por decreto presidencial N.º 1139 de Luis Herrera Campins, de fecha 15 de julio de 1981, que luego fue publicado en Gaceta Oficial N.º 32271 el 16 de julio de 1981, como parte de los grandes cambios que se hicieron al sistema educativo del país.

## Variantes
El uniforme escolar de Venezuela posee cuatro variantes las cuales son usadas dependiendo del año de educación que se esté cursando. El uso del mismo está regulado por el Ministerio del Poder Popular para la Educación (MPPE) de Venezuela y es de uso obligatorio para todos los niveles de educación exceptuando el nivel universitario.
Aunque existen estándares para el uniforme, en cada institución, liceo, colegio o escuela pública pueden existir diferencias menores en comparación con los demás centros educativos, siendo la principal característica el uso del instintivo, sello, escudo o insignia de la unidad educativa en la camisa o franela del uniforme.

### Educación inicial
Durante la educación inicial el uniforme de uso obligatorio consiste en el uso de una camisa, chemise o franela color rojo o amarillo y un pantalón o jean de color azul marino o azul oscuro. Generalmente el uso del color rojo o amarillo depende de la institución educativa. El amarillo suele usarse en primer nivel, en tanto que el rojo se usa en segundo y tercer nivel.

### Educación primaria
Durante la educación primaria que va desde el primer grado (1º grado) hasta el sexto grado (6º grado) el uniforme que debe ser usado consiste en una camisa, chemise o franela de color blanco y un pantalón, jean o falda (en el caso de las mujeres el uso de falda no llega a ser obligatorio llegando a usar igualmente mujeres y hombres pantalón) de color azul marino o azul oscuro. En el caso de las faldas, generalmente suele ser acompañado con medias blancas hasta la rodilla y mocasines negros o marrones.

### Educación media: media general, media técnica y modalidad de jóvenes, adultas y adultos
Los estudiantes que cursan desde el 1° año hasta el 3° año deben usar chemise color azul celeste y un jean o falda (En el caso de las mujeres el uso de falda no llega a ser obligatorio llegando a usar igualmente mujeres y hombres pantalón) de color azul marino o azul oscuro. En el caso de las faldas, generalmente suele ser acompañado con medias blancas hasta la rodilla y zapatos negros.
La última etapa de educación que debe hacer uso del uniforme es la que va desde el 4° año, 5° año y 6° año los cuales deben usar una camisa o franela color beige y un pantalón, jean o falda (En el caso de las mujeres el uso de falda no llega a ser obligatorio llegando a usar igualmente mujeres y hombres pantalón) de color azul marino o azul oscuro. En el caso de las faldas, generalmente suele ser acompañado con medias blancas hasta la rodilla y mocasines negros.
En la modalidad de jóvenes, adultas y adultos, no se exige uniforme. Aun así, debe estar regido por una normativa para evitar el uso de vestimenta inapropiada.

## Uniforme estándar
| Nivel                            | Arriba       | Abajo       | Medias | Calzado | Zapatos Mocasines | Zapatos Deportivos | Polo | Camisa | Falda | Pantalón Gabardina | Pantalón Mono | Pantalón Short |
| Inicial                          |              |             |        |         |                   |                    |      |        |       |                    |               |                |
| Inicial                          | Amarillo     | Azul        | Blanco | Negro   | Sí                | No                 | Sí   | No     | Sí    | Sí                 | No            | No             |
| Inicial                          | Rojo         | Azul        | Blanco | Negro   | Sí                | No                 | Sí   | No     | Sí    | Sí                 | No            | No             |
| Primaria                         |              |             |        |         |                   |                    |      |        |       |                    |               |                |
| Primaria                         | Blanco       | Azul oscuro | Blanco | Negro   | Sí                | No                 | Sí   | Sí     | Sí    | Sí                 | No            | No             |
| Media                            |              |             |        |         |                   |                    |      |        |       |                    |               |                |
| Educación media (1ero a 3er año) | Azul Celeste | Azul oscuro | Blanco | Negro   | Sí                | No                 | Sí   | Sí     | Sí    | Sí                 | No            | No             |
| Educación media (4to a 6to año)  | Beige        | Azul oscuro | Blanco | Negro   | Sí                | No                 | Sí   | Sí     | Sí    | Sí                 | No            | No             |
| Uniforme Deportivo               |              |             |        |         |                   |                    |      |        |       |                    |               |                |
| Educación Física                 | Blanco       | Azul oscuro | Blanco | Blanco  | No                | Sí                 | Sí   | No     | No    | No                 | Sí            | Sí             |

## Otros usos
Aunque sin carácter oficial a nivel nacional, algunos centros universitarios han adoptado el uso de un uniforme para sus estudiantes, estas Universidades son en gran medida de tipo militar por lo cual el uniforme usado se basa en el uniforme militar de las Fuerzas Armadas de Venezuela. Otras instituciones de educación superior que han incluido el uso del uniforme dentro de su reglamento han sido institutos especializados en el área de Turismo u otras áreas tales como el Hotel Escuela en la ciudad de Mérida quien ha adoptado para sus estudiantes hasta 6 variantes diferentes del uniforme para su uso dependiendo del momento o la acción que se realizará durante la clase

## Casos especiales
Se suele emplear también el uniforme escolar deportivo, consistente en una franela (camiseta) blanca (u otro color dependiendo de las normas de cada institución) y un pantalón tipo "mono" (o un short) y zapatos deportivos. Se utiliza para las clases de Educación Física y Deportes. El color del "mono" podía variar, sin embargo por decreto en Gaceta Oficial N°40.739 los monos deportivos son obligatoriamente de color azul.
En las escuelas técnicas se suele implementar en el 6° año uniforme para Pasantes.

## Normas para el uso del uniforme escolar
Cada institución puede establecer sus normas para usar el uniforme escolar. No obstante, he aquí un compendio de normas generales:
- Todo alumno debe tener su uniforme impecable y en buen estado.
- En los liceos desde 1° año hasta 5° año, las estudiantes utilizan pantalón, falda o jeans. En el caso de usar falda debe ir a la altura de las rodillas (se prohíbe terminantemente el uso de minifaldas).
- En caso de usar jeans estos deben ser siempre de color azul marino y estar en buen estado. No se permite el uso de jeans desteñidos, "nevados" ni rasgados. Por este motivo, muchas instituciones prohibieron el uso de jeans y en su lugar implementaron el uso de pantalón de vestir color azul marino.
- Se puede usar sweaters o chaquetas en caso de clima frío siempre que hagan juego con el uniforme.
- En las clases de Educación Física el mono escolar debe ser azul marino, zapatos deportivos, y una camisa manga corta color blanco con la insignia del plantel escolar, cosida o estampada en esta. Si se usa short, debe usarse exclusivamente en la actividad de la cátedra, nunca dentro del aula de clases.